# Percy Edward Newberry
Percy Edward Newberry (ur. 23 kwietnia 1869; zm. 7 sierpnia 1949) – angielski egiptolog i botanik.
Pracował z Williamem F. Petrie podczas publikacji wykopalisk w Hawara i Kahun. Prowadził prace dokumentacyjne w Beni Hassan i Deir el-Bersza, w których debiutował Howard Carter. Wykopaliska, którymi kierował były finansowane przez lorda Amhersta, Madgaret Benson, i Theodore Davisa. Pracował dla Egypt Exploration Fund.
Przez kilka sezonów pomagał Carterowi w grobowcu Tutanchamona, gdzie interesowały go szczątki roślinne. Jego żona konserwowała zaś znalezione tam tkaniny. Mimo wyłączności „The Timesa” na publikowanie wiadomości z wykopalisk, Newberry pisywał dla egipskiej i angielskiej prasy.
W 1920 został odznaczony Orderem Imperium Brytyjskiego za swoja prace w Ministerstwie Obrony Wielkiej Brytanii podczas I Wojny Światowej.